# Chandossel
Chandossel (toponimo francese) è una frazione del comune svizzero di Courtepin, nel Canton Friburgo (distretto di Lac).

## Storia

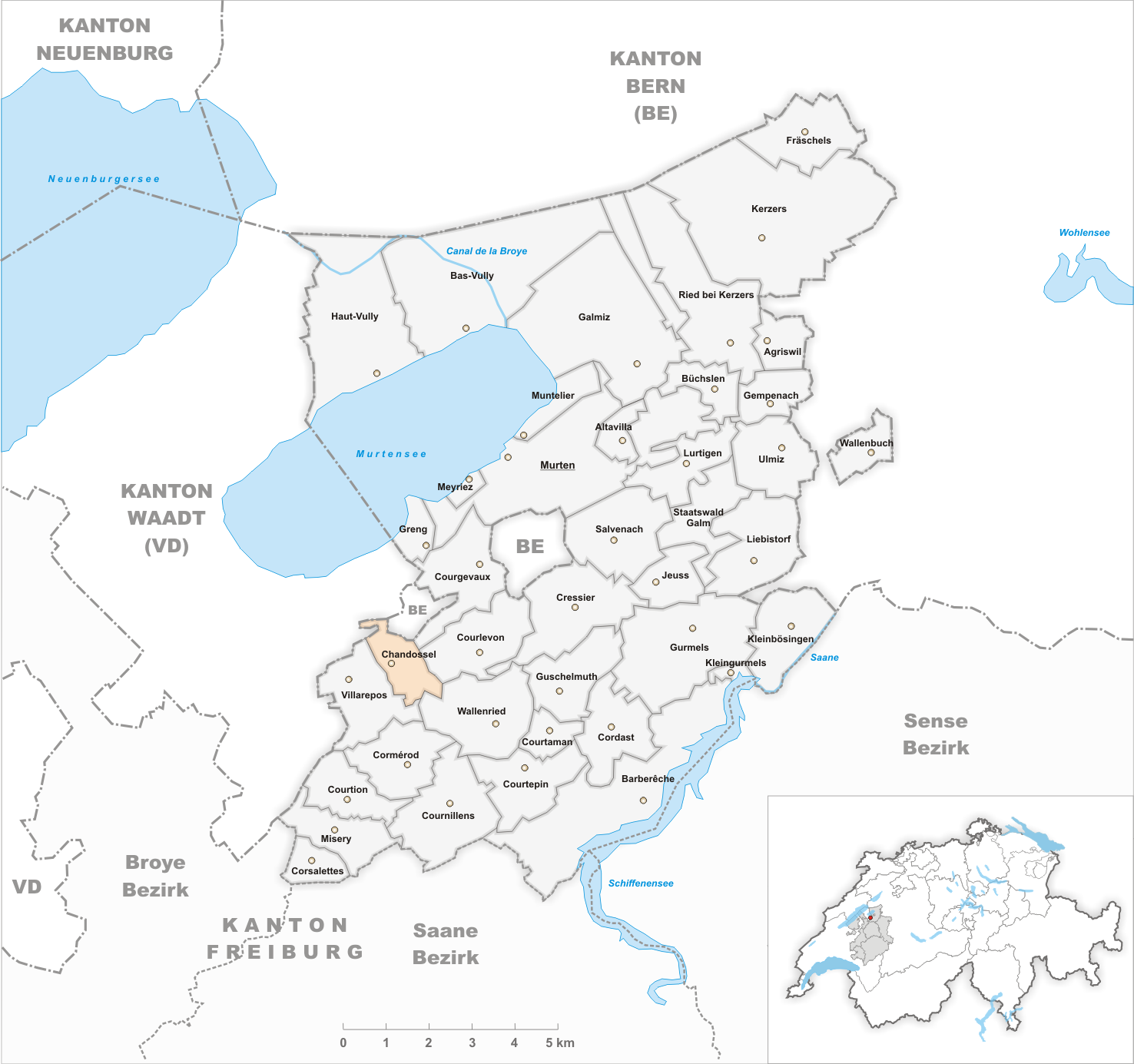
Il territorio del comune di Chandossel prima degli accorpamenti comunali del 1983

Già comune autonomo istituito nel 1831, nel 1983 è stato accorpato a Villarepos, il quale a sua volta il 1º gennaio 2017 è stato accorpato a Courtepin assieme agli altri comuni soppressi di Barberêche e Wallenried.

## Monumenti e luoghi d'interesse

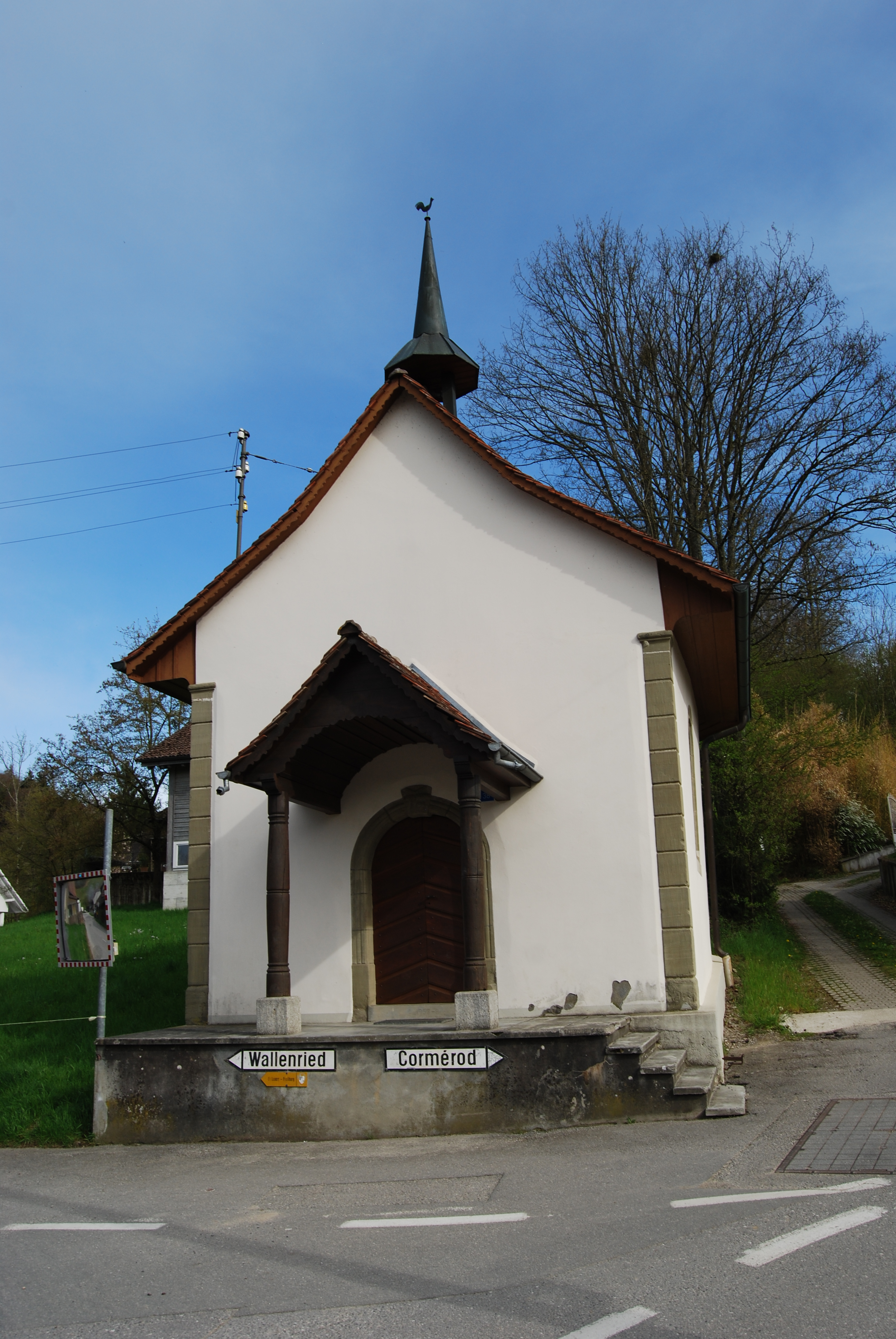
La cappella cattolica di San Sebastiano

- Cappella cattolica di San Sebastiano, eretta nel 1611[1].

## Società

### Evoluzione demografica
L'evoluzione demografica è riportata nella seguente tabella:
Abitanti censiti

## Amministrazione
Ogni famiglia originaria del luogo fa parte del comune patriziale che ha la responsabilità della manutenzione di ogni bene comune.